# Ernst-Gerhard Mahn
Ernst-Gerhard Mahn (* 3. Juli 1930 in Dessau; † 25. April 2022 in Dresden) war ein deutscher Botaniker. Von 1990 bis 1995 war er Professor für Ökologie und Geobotanik an der Martin-Luther-Universität Halle-Wittenberg.

## Leben und Wirken
Ernst-Gerhard Mahn war der Sohn des promovierten Chemikers Herbert Mahn und dessen Ehefrau Johanna geborene Beckert. Nach dem Abschluss des Humanistischen Gymnasiums begann er, nach ersten Schwierigkeiten, ein Biologie-Studium an der Martin-Luther-Universität Halle-Wittenberg. Durch Hermann Meusel wurde sein Interesse auf die Geobotanik gelenkt. 1955 wurde Mahn bei Meusel Forschungsassistent und 1958 Oberassistent. 1959 erfolgte die Promotion über Vegetations- und standortskundliche Untersuchungen an Felsfluren, Trocken- und Halbtrockenrasen Mitteldeutschlands. Danach widmete sich Mahn mehr den Agrarökosystemen, habilitierte sich 1967 und erhielt an der Halleschen Universität die venia legendi für Botanik. In der Folgezeit führte Mahn zahlreiche Untersuchungen zur Populationsbiologie wichtiger Ackerunkräuter durch. 1970 wurde Mahn zum Dozenten für Ökologische Geobotanik an der damaligen Sektion Biologie berufen.
Nach der Wiedervereinigung wurde Ernst-Gerhard Mahn im Jahre 1990 zum Professor für Ökologie und Geobotanik berufen und übernahm im darauf folgenden Jahr die Leitung des Instituts für Geobotanik und des Botanischen Gartens in Halle. 1995 wurde Mahn emeritiert, blieb jedoch weiterhin wissenschaftlich aktiv, insbesondere als Herausgeber der Zeitschrift Hercynia.
Mahn wohnte zusammen mit seiner Ehefrau Gudrun, einer Kinderärztin, im Dresdner Stadtteil Leubnitz-Neuostra. Mahns haben einen Sohn.

## Ehrungen und Auszeichnungen
- Beiratsmitglied im Dessau-Wörlitzer Gartenreich[1]
- 1990 und 1996 Council Member der International Association for Vegetation Science[8]
- Mitglied im Editoral Board zahlreicher Zeitschriften, unter anderen:[1]
  - Agro-ecosystems (ISSN 0304-3746)
  - Flora (ISSN 0367-2530)
  - Journal of Vegetation Science (ISSN 1100-9233)